# Бездєнєжних Олександр Володимирович
Олекса́ндр Володи́мирович Бездє́нєжних — старший солдат Збройних сил України.

## Нагороди
За особисту мужність і героїзм, виявлені у захисті державного суверенітету та територіальної цілісності України, вірність військовій присязі під час російсько-української війни нагороджений
- орденом Богдана Хмельницького ІІІ ступеня (21.8.2014)
- орденом «За мужність» III ступеня (27.11.2014)